# Федонин, Олег Николаевич
Олег Николаевич Федонин (род. 29 августа 1968 года, Сельцо, Брянская область) — советский и российский учёный и преподаватель. Ректор Брянского государственного технического университета (с 2013). Доктор технических наук (2004). Профессор (2013).

## Биография
Олег Николаевич Федонин родился 29 августа 1968 года, в городе Сельцо, Брянской области
В 1985 году поступил обучаться в Брянский институт транспортного машиностроения, который окончил в 1992 году и получил специальность инженера по технологии машиностроения на металлорежущих станках и инструментах. 
С 1987 по 1989 годы был призван в ряды Советской Армии и проходил срочную военную службу.
С 1992 года начал свою трудовую деятельность в Брянском государственном техническом университете. Сначала стал трудиться в должности инженера-программиста.
С 1992 по 1995 годы проходил обучение в целевой аспирантуре Брянского института транспортного машиностроения. В 1995 году успешно защитил диссертацию на соискание степени кандидата технических наук.
с 1995 по 1996 годы трудился ассистентом, с 1996 по 2005 годы работал доцентом. В 2006 году был избран на должность заведующего кафедрой, на которой проработал до 2011 года, одновременно выполнял обязанности ученого секретаря ученого совета университета. В 2009 году был назначен на должность директора учебно-научного технологического института. 
В 2004 году защитил диссертацию на соискание степени доктора технических наук.
16 мая 2013 года был избран ректором Брянского государственного технического университета. Продолжает работать на этой должности до настоящего времени. 
С 30 сентября 2015 года является почётным профессором Приднестровского государственного университета им. Т.Г.Шевченко.
Активный участник общественной и политической жизни Брянска и Брянской области. На выборах Президента Российской Федерации в 2018 году являлся доверенным лицом кандидата Путина Владимира Владимировича. В 2019 году избран от политической партии "Единая Россия" по единому областному избирательному округу в депутаты Брянской областной Думы VII созыва. Является сопредседателем Общероссийского Народного Фронта в Брянской области.  

## Награды
- Почетная грамота Брянского городского совета народных депутатов (2005),
- Почетная грамота Брянской областной Думы (2007),
- Медаль им. К.Э. Циолковского Федерацией космонавтики России (2007),
- Почетная грамота Министерства образования и науки РФ (2009),
- Почетный работник Высшего профессионального образования (2013),
- Памятная медаль "Брянск- город воинской славы" (2014),
- Медаль им. М.В. Келдыша Федерацией космонавтики России (2014),
- Медаль "За вклад в развитие города Брянска" (2015).